# اووین (اندر-ا-لوار)
اووین (به فرانسوی: Avoine) یک کمون در فرانسه است که در اندر-ا-لوآر واقع شده‌است. اووین ۱۲٫۵۸ کیلومتر مربع مساحت دارد.